# Nuevo Joshil
Nuevo Joshil är en ort i Mexiko.   Den ligger i kommunen Salto de Agua och delstaten Chiapas, i den sydöstra delen av landet, 800 km öster om huvudstaden Mexico City. Nuevo Joshil ligger 238 meter över havet och antalet invånare är 218.
Terrängen runt Nuevo Joshil är kuperad åt nordost, men åt sydväst är den bergig. Runt Nuevo Joshil är det ganska tätbefolkat, med 60 invånare per kvadratkilometer. Närmaste större samhälle är Tila, 16,7 km sydväst om Nuevo Joshil. Trakten runt Nuevo Joshil består till största delen av jordbruksmark.